# U-581
U-581 – niemiecki okręt podwodny (U-Boot) typu VII C z okresu II wojny światowej. Okręt wszedł do służby w 1941 roku. Jedynym dowódcą był Kptlt. Werner Pfeifer.

## Historia
Okręt został wcielony do 5. Flotylli U-Bootów celem treningu i zgrania załogi. Od grudnia 1941 roku w 7. Flotylli jako jednostka bojowa.
Odbył dwa patrole bojowe, podczas których zatopił (prawdopodobnie) jeden okręt pomocniczy – brytyjski trawler ZOP HMS „Rosemonde” (364 t).
Celem drugiego patrolu U-581 na początku 1942 roku miały być wody wokół Nowej Fundlandii, ale wiadomość o storpedowaniu brytyjskiego transportowca wojska „Llangibby Castle” przez U-402 w pobliżu Azorów spowodowała zmianę rozkazów. Uszkodzony statek schronił się w neutralnym porcie Horta na wyspie Faial. Władze portugalskie zezwoliły na dwutygodniowy postój celem naprawy uszkodzeń, jednak przedłużenie tego okresu skutkowałoby internowaniem statku. U-Boot dostał się do portu, ale kamienny pirs osłaniał nieprzyjacielską jednostkę. 2 lutego 1942 roku U-581 został wykryty przez brytyjskie niszczyciele. HMS „Westcott” zaatakował go bombami głębinowymi i staranował. Zginęło 4 członków załogi okrętu podwodnego; 41 rozbitków zostało uratowanych przez załogi alianckich okrętów (drugim był niszczyciel eskortowy HMS „Croome”). Drugi oficer, Walter Sitek, zdołał dopłynąć wpław 6 kilometrów do wyspy Pico (Azory), a następnie poprzez neutralną Hiszpanię dotrzeć do Niemiec. Później dowodził U-17, U-981 i U-3005.